# Nothing’s Carved in Stone
Nothing’s Carved In Stone — японская рок-группа, образованная в январе 2009 года. Группа основана после того, как группа Ellegarden решила уйти на перерыв в 2008 году и гитарист группы Синъити Убуката основал свой сольный проект Nothing’s Carved In Stone. Дебютный альбом Parallel Lives был выпущен 6 мая 2009 года, дебютировав на 11-й позиции в японском еженедельном чарте Oricon.

## Участники группы
- Синъити Убуката (яп. 生形 真一 Ubukata Shin'ichi) — гитарист, бэк-вокал
- Таканори Окита (яп. 大喜多 崇規 Ōkita Takanori) — барабанщик
- Таку Мурамацу (яп. 村松 拓 Muramatsu Taku) — вокал, гитарист
- Хидэкадзу Хината (яп. 日向 秀和 Hinata Hidekazu) — басист

## Альбомы

### Студийные альбомы
- Parallel Lives (6 мая 2009)[1]
- Sands of Time (9 июня 2010)[1]
- Echo (8 июня 2011)
- Silver Sun (15 августа 2012) — Major record label debut

## Видео и DVD
- Initial Lives — 9 декабря 2009[1]
- Time of Justice — 22 декабря 2010[1]

## Макси-синглы
- Around The Clock (9 декабря 2009)[1]
- Pride (18 июля 2012)[1]
- Spirit Inspiration (28 ноября 2012)
- Out of Control (6 марта 2013)